# رود اونگا
 رود اونگا رودی است که به خلیج اونگا می‌ریزد. این رود از اوبلاست ارخانگلسك در کشور روسیه می‌گذرد. طول آن ۴۱۶ کیلومتر (۲۵۸ مایل)، ارتفاع سرچشمه آن ۱۱۷ متر (۳۸۴ فوت) است.